# Scottish Division One 1905/06
Die Scottish Football League Division One wurde 1905/06 zum 13. Mal ausgetragen. Es war zudem die 16. Austragung der höchsten Fußball-Spielklasse innerhalb der Scottish Football League, in der der Schottische Meister ermittelt wurde. Sie begann am 19. August 1905 und endete am 12. Mai 1906. In der Saison 1905/06 traten 16 Vereine in insgesamt 30 Spieltagen gegeneinander an. Jedes Team spielte jeweils einmal zu Hause und auswärts gegen jedes andere Team. Es galt die 2-Punkte-Regel. Bei Punktgleichheit waren die Vereine (mit derselben Punktausbeute) gleich platziert.
Die Meisterschaft gewann zum insgesamt sechsten Mal in der Vereinsgeschichte Celtic Glasgow. Da die Liga für die folgende Saison auf achtzehn Teams aufgestockt wurde, gab es in dieser Spielzeit keinen Absteiger. Torschützenkönig wurde mit 20 Treffern Jimmy Quinn von Celtic Glasgow.

## Vereine
| Verein                | Stadt        | Stadion           |
| --------------------- | ------------ | ----------------- |
| FC Aberdeen           | Aberdeen     | Pittodrie Stadium |
| Airdrieonians FC      | Airdrie      | Broomfield Park   |
| Celtic Glasgow        | Glasgow      | Celtic Park       |
| FC Dundee             | Dundee       | Dens Park         |
| FC Falkirk            | Falkirk      | Brockville Park   |
| FC Kilmarnock         | Kilmarnock   | Rugby Park        |
| FC Motherwell         | Motherwell   | Fir Park          |
| FC Queen’s Park       | Glasgow      | Hampden Park      |
| FC St. Mirren         | Paisley      | St. Mirren Park   |
| Glasgow Rangers       | Glasgow      | Ibrox Park        |
| Greenock Morton       | Greenock     | Cappielow Park    |
| Heart of Midlothian   | Edinburgh    | Tynecastle Park   |
| Hibernian Edinburgh   | Edinburgh    | Easter Road       |
| Partick Thistle       | Glasgow      | Meadowside        |
| Port Glasgow Athletic | Port Glasgow | Clune Park        |
| Third Lanark          | Glasgow      | New Cathkin Park  |

## Statistik

### Abschlusstabelle
| Pl. | Verein                | Sp. | S  | U  | N  | Tore    | Diff. | Punkte |
| --- | --------------------- | --- | -- | -- | -- | ------- | ----- | ------ |
| 1.  | Celtic Glasgow (M)    | 30  | 24 | 1  | 5  | 076:190 | +57   | 49:11  |
| 2.  | Heart of Midlothian   | 30  | 18 | 7  | 5  | 064:270 | +37   | 43:17  |
| 3.  | Airdrieonians FC      | 30  | 15 | 8  | 7  | 038:450 | −7    | 38:22  |
| 4.  | Glasgow Rangers       | 30  | 15 | 7  | 8  | 053:310 | +22   | 37:23  |
| 5.  | Partick Thistle       | 30  | 15 | 6  | 9  | 044:400 | +4    | 36:24  |
| 6.  | Third Lanark (P)      | 30  | 16 | 2  | 12 | 062:380 | +24   | 34:26  |
| 7.  | FC Dundee             | 30  | 11 | 12 | 7  | 040:330 | +7    | 34:26  |
| 8.  | FC St. Mirren         | 30  | 13 | 5  | 12 | 041:370 | +4    | 31:29  |
| 9.  | FC Motherwell         | 30  | 9  | 8  | 13 | 050:640 | −14   | 26:34  |
| 9.  | Morton                | 30  | 10 | 6  | 14 | 035:540 | −19   | 26:34  |
| 11. | Hibernian Edinburgh   | 30  | 10 | 5  | 15 | 035:400 | −5    | 25:35  |
| 12. | FC Aberdeen (N)       | 30  | 8  | 8  | 14 | 037:490 | −12   | 24:36  |
| 13. | FC Falkirk (N)        | 30  | 9  | 5  | 16 | 053:690 | −16   | 23:37  |
| 14. | Port Glasgow Athletic | 30  | 6  | 8  | 16 | 038:680 | −30   | 20:40  |
| 15. | FC Kilmarnock         | 30  | 8  | 4  | 18 | 046:680 | −22   | 20:40  |
| 16. | FC Queen’s Park       | 30  | 5  | 4  | 21 | 041:880 | −47   | 14:46  |

| Saison 1905/06 Schottischer Meister |                                |
| Zum Saisonende 1904/05              |                                |
| (M)                                 | Meister des Vorjahres          |
| (P)                                 | Pokalsieger des Vorjahres      |
| (N)                                 | Neuzugang aus der Division Two |

## Wahlprozedere
Die Regularien der Scottish Football League sahen vor, dass sich am Saisonende die zwei schlechtesten platzierten Teams zu Wiederwahl stellen mussten. Abgestimmt wurde auf der jährlichen Hauptversammlung der Scottish Football League, bei der zugleich über Neuaufnahmen entschieden wurde. Dieses Wahlsystem bestimmte bis 1922 den Auf- und Abstieg zwischen der Division One und Division Two.
| 1. Runde            | 1. Runde  | 1. Runde      | 1. Runde     |
| Verein              | # Stimmen | Ergebnis      | Division     |
| ------------------- | --------- | ------------- | ------------ |
| FC Kilmarnock       |           | wiedergewählt | Division One |
| FC Queen’s Park     |           | wiedergewählt | Division One |
| 2. Runde            |           |               |              |
| Hamilton Academical | 10        | aufgenommen   | Division Two |
| FC Clyde            | 7         | zur 3. Runde  | Division Two |
| Albion Rovers       | 7         | zur 3. Runde  | Division Two |
| Leith Athletic      | 6         | nicht gewählt | Division Two |
| Raith Rovers        | 3         | nicht gewählt | Division Two |
| 3. Runde            |           |               |              |
| FC Clyde            | 9         | aufgenommen   | Division Two |
| Albion Rovers       | 6         | nicht gewählt | Division Two |